# ادبیات اسپانیایی
ادبیات اسپانیایی (اسپانیایی: Literatura española‎) به آن دسته از متون ادبی (شامل نظم، نثر و نمایشنامه) گفته می‌شود که به زبان اسپانیایی و در محدودهٔ سرزمینی که امروزه به آن اسپانیا می‌گویند نگاشته شده باشد.
گسترش این ادبیات همزمان با دیگر سنت‌های ادبی این منطقه به خصوص ادبیات کاتالانی و گالیکی و در زمان معاصر ادبیات رسمی باسک می‌باشد.
نخستین نمونه‌های ادبی اسپانیایی منبعث از سنن ادبی لاتین، یهودی، عربی مربوط به شبه‌جزیرهٔ ایبریا است.
ادبیات آمریکای اسپانیایی‌زبان شاخهٔ مهمی از ادبیات اسپانیایی به شمار می‌رود. این ادبیات که دارای شاخصه‌های خاص خود است ریشه در نخستین سال‌های اشغال قاره آمریکا به دست امپراتوری اسپانیا دارد.